# Jan-Åke Alvarsson
Bengt Jan-Åke Alvarsson, född 21 mars 1952 i Lekeryds församling i Jönköpings län, är en svensk kulturantropolog och professor.
Jan-Åke Alvarsson är son till Alvar Svensson och Anna-Lisa, ogift Eriksson. Efter studentexamen i Tranås 1970 läste han vid lärarhögskola i Jönköping och avlade mellanstadielärarexamen där 1973. Efter studier vid Stockholms universitet blev han filosofie kandidat där 1982, filosofie doktor i kulturantropologi vid Uppsala universitet 1987, docent i kulturantropologi vid samma universitet 1991 samt docent i kulturantropologi vid Åbo Akademi 1998. 2009 utsågs han till professor vid Institutionen för kulturantropologi och etnologi vid universitetet i Uppsala. Han var huvudredaktör för Svenskt frikyrkolexikon (2014).
Han är sedan 1973 gift med Solveig Einarsson (född 1947).